# Lettret
Lettret est une commune française située dans le département des Hautes-Alpes en région Provence-Alpes-Côte d'Azur.
Ses habitants sont appelés les Lettretiens.

## Géographie

### Localisation
Lettret est située au sud du département des Hautes-Alpes, à 10 km au sud du chef-lieu du département Gap.
Son chef-lieu est localisé au sud-ouest de la commune.

### Communes limitrophes
Cinq communes sont limitrophes de Lettret, dont une dans le département limitrophe des Alpes-de-Haute-Provence :
| Châteauvieux | Gap     | Jarjayes                           |
|              | Lettret |                                    |
| Tallard      |         | Venterol (Alpes-de-Haute-Provence) |

### Géologie et relief
L'altitude de la mairie de Lettret est de 600 mètres environ.
L'altitude minimum et maximum de Lettret sont respectivement de 591 m et 960 m.
La superficie de Lettret est de 4.20 km ² soit 420 hectares.
La latitude de Lettret est de 44.469 degrés Nord et la longitude de Lettret est de 6.062 degrés Est.
Les coordonnées géographiques de Lettret en Degré Minute Seconde calculées dans le système géodésique WGS84 sont 44° 28' 06'' de latitude Nord et 06° 03' 40'' de longitude Est.
Les coordonnées géographiques de Lettret en Lambert 93 du chef-lieu en hectomètres sont:  X = 9 434 hectomètres  Y = 63 791 hectomètres
La commune s'étend sur 420 hectares et son altitude varie de 591 à 960 mètres.

### Hydrographie
La commune est traversée par la Durance au sud-est de la commune.

### Voies de communication et transports
Le territoire communal est traversé par la route départementale 942, reliant Tallard à la route nationale 94 en direction de Briançon. L'accès à l'autoroute A51 s'effectue par cette route en direction de Sisteron. À l'est, la route départementale 900b partage la frontière communale avec Jarjayes : cette route permet de rejoindre Gap.

### Climat
Pour des articles plus généraux, voir Climat de Provence-Alpes-Côte d'Azur et Climat des Hautes-Alpes.
En 2010, le climat de la commune est de type climat méditerranéen altéré, selon une étude du Centre national de la recherche scientifique s'appuyant sur une série de données couvrant la période 1971-2000. En 2020, Météo-France publie une typologie des climats de la France métropolitaine dans laquelle la commune est exposée à un climat de montagne ou de marges de montagne et est dans la région climatique Alpes du sud, caractérisée par une pluviométrie annuelle de 850 à 1 000 mm, minimale en été.
Pour la période 1971-2000, la température annuelle moyenne est de 10,4 °C, avec une amplitude thermique annuelle de 18,5 °C. Le cumul annuel moyen de précipitations est de 1 004 mm, avec 7,6 jours de précipitations en janvier et 5,3 jours en juillet. Pour la période 1991-2020, la température moyenne annuelle observée sur la station météorologique de Météo-France la plus proche, « Tallard », sur la commune de Tallard à 1 km à vol d'oiseau, est de 11,3 °C et le cumul annuel moyen de précipitations est de 766,0 mm. 
La température maximale relevée sur cette station est de 40 °C, atteinte le 28 juin 2019 ; la température minimale est de −20,5 °C, atteinte le 13 janvier 1987,,.
Les paramètres climatiques de la commune ont été estimés pour le milieu du siècle (2041-2070) selon différents scénarios d'émission de gaz à effet de serre à partir des nouvelles projections climatiques de référence DRIAS-2020. Ils sont consultables sur un site dédié publié par Météo-France en novembre 2022.

## Urbanisme

### Typologie
Au 1er janvier 2024, Lettret est catégorisée commune rurale à habitat dispersé, selon la nouvelle grille communale de densité à 7 niveaux définie par l'Insee en 2022.
Elle appartient à l'unité urbaine de Tallard, une agglomération intra-départementale dont elle est une commune de la banlieue,. Par ailleurs la commune fait partie de l'aire d'attraction de Gap, dont elle est une commune de la couronne,. Cette aire, qui regroupe 73 communes, est catégorisée dans les aires de 50 000 à moins de 200 000 habitants,.

### Occupation des sols
L'occupation des sols de la commune, telle qu'elle ressort de la base de données européenne d’occupation biophysique des sols Corine Land Cover (CLC), est marquée par l'importance des forêts et milieux semi-naturels (54,1 % en 2018), une proportion identique à celle de 1990 (54,1 %). La répartition détaillée en 2018 est la suivante : 
espaces ouverts, sans ou avec peu de végétation (24,4 %), zones agricoles hétérogènes (21,6 %), forêts (18,8 %), terres arables (14,9 %), milieux à végétation arbustive et/ou herbacée (10,9 %), cultures permanentes (9,3 %).
L'évolution de l’occupation des sols de la commune et de ses infrastructures peut être observée sur les différentes représentations cartographiques du territoire : la carte de Cassini (XVIIIe siècle), la carte d'état-major (1820-1866) et les cartes ou photos aériennes de l'IGN pour la période actuelle (1950 à aujourd'hui).

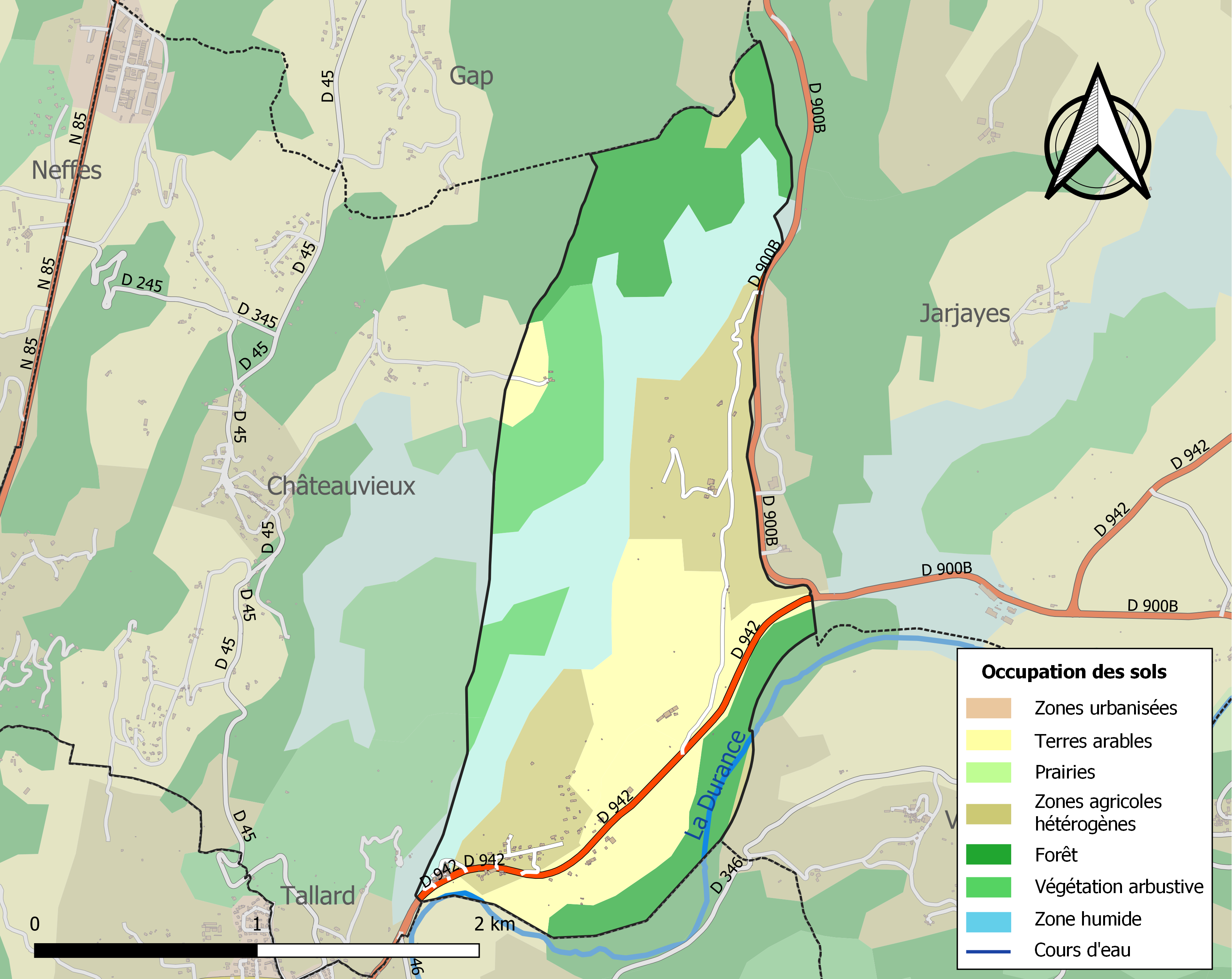
Carte de l'occupation des sols de la commune en 2018 (CLC).

## Toponymie
Le nom de la localité est attesté sous le nom latin de Villa strictus et Villa de Strictis  en 1271, sous la forme Castrum de Strechis en 1317.
Ce toponyme va évoluer en Strichti, Estrichti, et L'Etroig dans les archives du château Picomtal des Crots.
En 1789, Lettret se retrouve rebaptisé en Le Trait.
L'estrech en occitan.
- Étymologie du toponyme : « Lettret » pourrait avoir la même origine que le mot français « étroit », et le latin strictus du même sens. On retrouve un homophone Le Trait sur les rives de la Seine. Le lieu a une configuration similaire. Le vieux village était adossé à une falaise et exposé sud. Il est fort probable que la situation du village, dans ce passage étroit est à l'origine du toponyme. On trouve un hameau « Estrech » dans la même configuration à Saint-Paul-sur-Ubaye).

## Histoire
Ancien nom letret
L’histoire de Lettret est liée à l’histoire de Tallard et de Gap, En 1793 la ville de « letret » laisse place aux vignes et aux arbres fruitiers, avec une forte température la journée et une basse température la nuit avec ces écarts de température cela favorise la production des fruits (Pomme, Pêche, Poire) de qualités.
Au XIIIe siècle, la région est sous la protection des Princes d’Oranges ainsi que des Chevaliers de Saint Pierre.
Le 16 Octobre 1317, l’Evêque de Gap, Bertrand de Lioncel, fait rompre le chemin qui passe de Tallard par Lestroit (Lettret), et conduit, le long de l’Avance, à Montgardin. Pour couper l’accès de Sisteron à Embrun, ce qui oblige les voyageurs à pied ou à cheval se déplaçant entre la Provence et l’Italie à passer par Gap. La vallée de la Durance a toujours été la voie la plus directe entre Sisteron et Embrun l’interdiction n’a pas été respectée ce qui oblige à la rénover plusieurs fois. Cette route fut l’objet de plusieurs litiges.
Démographiquement la commune de Lettret a environ multiplié par quatre sa population ces cinquante dernières années.

## Politique et administration

### Liste des maires
| Période    | Période    | Identité                | Étiquette | Qualité                                   |
| ---------- | ---------- | ----------------------- | --------- | ----------------------------------------- |
| 1805       | 1805       | Dominique Ricard        |           |                                           |
| 1805       | 1806       | Pierre Faure            |           |                                           |
| 1806       | 1821       | Louis Bonhomme          |           |                                           |
| 1821       | 1832       | Jean-Pierre Davin       |           |                                           |
| 1832       | 1841       | Pierre, Antoine Ricard  |           |                                           |
| 1841       | 1843       | Melchior Farnaud        |           |                                           |
| 1843       | 1863       | Jean-François Laffrey   |           |                                           |
| 1863       | 1865       | Achille Faure           |           |                                           |
| 1865       | 1884       | Jean-Jacques Farnaud    |           |                                           |
| 1884       | 1888       | Eugène Leautier         |           |                                           |
| 1888       | 1893       | Emile Ricard            |           |                                           |
| 1893       | 1901       | Eugène Champollion      |           |                                           |
| 1901       | 1904       | Auguste Dusserre        |           |                                           |
| 1904       | 1908       | Emile Ricard            |           |                                           |
| 1908       | 1929       | Auguste Jauffret        |           |                                           |
| 1929       | 1934       | Jacques Farnaud         |           |                                           |
| 1934       | 1935       | Adrien Devoluy          |           |                                           |
| 1935       | 1945       | Jacques Farnaud         |           |                                           |
| 1945       | 1948       | Joachim Mallet          |           |                                           |
| 1948       | 1959       | Aimé Farnaud            | UNR       | Vice-Président de la coopérative vinicole |
| 1959       | 1964       | Carmen Mallet           |           |                                           |
| 1964       | 1969       | Jacques Farnaud         |           |                                           |
| 1969       | 1978       | Henri Vidou             |           |                                           |
| 1978       | 2001       | Georges Cogno           |           |                                           |
| 2001       | avril 2009 | Jean-Michel Portigliati | UMP       |                                           |
| mai 2009   | juin 2011  | Michel Rousselle        |           |                                           |
| juin 2011  | mars 2014  | Gérard Parmentier       |           |                                           |
| avril 2014 | En cours   | Rémy Oddou,             |           | Professeur, profession scientifique       |

### Intercommunalité
Lettret fait partie : 
- de 1992 à 2016, de la communauté de communes de Tallard-Barcillonnette ;
- à partir du 1er janvier 2017, de la communauté d'agglomération Gap-Tallard-Durance.

## Démographie
L'évolution du nombre d'habitants est connue à travers les recensements de la population effectués dans la commune depuis 1793. Pour les communes de moins de 10 000 habitants, une enquête de recensement portant sur toute la population est réalisée tous les cinq ans, les populations de référence des années intermédiaires étant quant à elles estimées par interpolation ou extrapolation. Pour la commune, le premier recensement exhaustif entrant dans le cadre du nouveau dispositif a été réalisé en 2008.

En 2022, la commune comptait 199 habitants, en évolution de +12,43 % par rapport à 2016 (Hautes-Alpes : +0,4 %, France hors Mayotte : +2,11 %).
| 1793 | 1800 | 1806 | 1821 | 1831 | 1836 | 1841 | 1846 | 1851 |
| ---- | ---- | ---- | ---- | ---- | ---- | ---- | ---- | ---- |
| 130  | 125  | 114  | 134  | 128  | 105  | 121  | 131  | 129  |

| 1856 | 1861 | 1866 | 1872 | 1876 | 1881 | 1886 | 1891 | 1896 |
| ---- | ---- | ---- | ---- | ---- | ---- | ---- | ---- | ---- |
| 127  | 128  | 118  | 114  | 118  | 117  | 128  | 105  | 108  |

| 1901 | 1906 | 1911 | 1921 | 1926 | 1931 | 1936 | 1946 | 1954 |
| ---- | ---- | ---- | ---- | ---- | ---- | ---- | ---- | ---- |
| 90   | 81   | 90   | 73   | 84   | 72   | 70   | 59   | 67   |

| 1962 | 1968 | 1975 | 1982 | 1990 | 1999 | 2006 | 2008 | 2013 |
| ---- | ---- | ---- | ---- | ---- | ---- | ---- | ---- | ---- |
| 73   | 61   | 55   | 81   | 92   | 109  | 153  | 165  | 172  |

| 2018 | 2022 | - | - | - | - | - | - | - |
| ---- | ---- | - | - | - | - | - | - | - |
| 187  | 199  | - | - | - | - | - | - | - |

## Lieux et monuments
- L’église paroissiale de Lettret est sous le vocable de saint Vincent de Paul, qui a remplacé celui de Notre Dame. Elle se trouve au bord de la Durance entouré du cimetière de la commune[26].
- Chapelle Notre-Dame-de-Rives de Lettret.

## Héraldique
| Blason de Lettret | Blason  | De gueules à deux clés d'or, les pannetons adossés, les anneaux liées de sable. |
| Blason de Lettret | Détails | Le statut officiel du blason reste à déterminer.                                |